# すたじお緑茶
すたじお緑茶（すたじおりょくちゃ）は、かつて存在した株式会社ラッセルのアダルトゲームブランドである。関連ブランドに「鯖」「鱚」がある。

## 概要
株式会社グリーンウッドのブランドとして発足。当初はパートナーブランドに加盟していたがデビュー作『女神さま☆にお願いっ!! -真夜中の冒険者-』を発売後に脱退している。『巫女さん細腕繁盛記』以降、ファンディスクを除く新作の予約特典に作品に関連した単体で動くアクションゲーム（これも18禁）を付けているのが特徴。なお、同じアダルトゲームブランド「light」を所有する会社（2019年3月31日をもって解散）の名称も同じグリーンウッドだが、両社には一切関連がない。ロゴマークは、緑茶が入った湯のみ。
2016年の「はにかみCLOVER」「夏彩恋唄」は株式会社ラッセルが同ブランドで販売。
その後すたじお緑茶の参加ライターや絵師がそっくり参加した「みらーじゅそふと」が発足し、唯一の発売タイトルである「君とつながる恋フラグ」が2018年5月25日にリリースされる。
2019年4月以降、すたじお緑茶・みらーじゅそふと共に事実上の活動休止になっている。どちらも公式サイトはドメインが解約・売却されたが、2020年2月現在すたじお緑茶のドメインは第三者によって再取得されてダミーサイトが上げられている。
なお、原画担当のあなぽん・るちえはその後、株式会社ウィルプラスのブランド「PULLTOP」の「さくらいろ、舞うころに」に参加している。

## 作品一覧
| #    | 発売日         | タイトル                                              | 原画                 | SD原画       | シナリオ                                |
| ---- | -------------- | ----------------------------------------------------- | -------------------- | ------------ | --------------------------------------- |
| 1    | 2001年12月14日 | 女神さま☆にお願いっ!! -真夜中の冒険者-                | 村正たてお           |              | 嵩夜あや、氷雨こうじ                    |
| 2    | 2002年11月19日 | 夏日 -Kajitsu-                                        | 村正たてお           |              | Hiryu                                   |
| 3    | 2004年6月25日  | 巫女さん細腕繁盛記                                    | 美弥月いつか         |              | 時野つばき、氷雨こうじ、 モーリー       |
| 3 FD | 2004年12月10日 | 巫女さん細腕繁盛記えくすとら                          | 美弥月いつか         |              | 時野つばき、氷雨こうじ、 モーリー       |
| 4    | 2005年11月25日 | プリンセス小夜曲                                      | 美弥月いつか         | 鳴海ゆう     | 時野つばき、氷雨こうじ                  |
| 5    | 2006年7月28日  | 巫女さんファイター涼子ちゃん -巫女さん細腕繁盛記外伝- | てんまそ             |              | 時野つばき、氷雨こうじ                  |
| 6    | 2007年5月25日  | 片恋いの月                                            | うさみょ             | 美弥月いつか | 時野つばさ、氷雨こうじ、 板上しんじゅー |
| 7    | 2008年7月4日   | マジカライド                                          | REI                  |              | 氷雨こうじ                              |
| 6 FD | 2008年10月31日 | 片恋いの月えくすとら                                  | うさみょ             | 美弥月いつか | 時野つばさ、氷雨こうじ                  |
| 8    | 2010年3月26日  | 恋色空模様                                            | るちえ               | 広瀬まどか   | 氷雨こうじ                              |
| 8 FD | 2011年10月28日 | 恋色空模様 after happiness and extra hearts           | るちえ               | 広瀬まどか   | 氷雨こうじ                              |
| 9    | 2012年10月26日 | 祝福の鐘の音は、桜色の風と共に。                      | あなぽん             | 広瀬まどか   | 氷雨こうじ                              |
| 10   | 2014年9月26日  | 南十字星恋歌                                          | るちえ               | 広瀬まどか   | 氷雨こうじ                              |
| 11   | 2016年1月29日  | はにかみCLOVER                                        | kakao、あなぽん      | 広瀬まどか   | めちょむちょちょ                        |
| 12   | 2016年11月25日 | 夏彩恋唄                                              | るちえ、ぐれーともす | 広瀬まどか   | めちょむちょちょ、氷雨こうじ            |

## 主なスタッフ

### 原画
- 美弥月いつか
- 村正たてお
- るちえ
- あなぽん

### シナリオ
- 氷雨こうじ
- 時野つばき
- モーリー

### 音楽
- 内藤侑史